# Коммерс (Калифорния)
Коммерс (англ. Commerce) — город в округе Лос-Анджелес, штат Калифорния. Является пригородом Лос-Анджелеса. 

## История
Статус города был официально получен Коммерсом 28 января 1960 года.

## География
Общая площадь города равняется 17,02 км². Высота центра населенного пункта — 43 метра над уровнем моря. Река Лос-Анджелес протекает по части юго-западной границы города, а река Рио-Хондо отделяет Коммерс от города Дауни. Город граничит с Верноном на западе, с Лос-Анджелесом на северо-западе, с Ист-Лос-Анджелесом на севере, с Монтебелло на востоке, с Дауни и Белл-Гарденсом на юге и с Мейвудом на юго-западе.

## Климат
Климат очень тёплый летом, когда высокие температуры, как правило, составляют около 80 градусов °F, и мягкий зимой, когда высокие температуры, как правило, составляют 60 градусов. Самый тёплый месяц года — август, а самый холодный месяц года — декабрь. 
Перепады температур между ночью и днем, как правило, умеренные летом с разницей, которая может достигать 24 °F (−4 °C), и умеренные зимой со средней разницей 22 °F (−6 °C). Среднегодовое количество осадков в этих местах составляет около 15 дюймов (ок. 400 мм). Самый влажный месяц года — февраль. 
Историческая активность торнадо в этом районе заметно выше среднего показателя по штату Калифорния.

## Демография
По данным переписи 2000 года, население Коммерса составляет 12 568 человек, 3 284 домохозяйств и 2 686 семей, проживающих в городе. Плотность населения равняется 738,6 чел/км². В городе 3 377 единиц жилья со средней плотностью 198,5 ед/км². Расовый состав города включает 44,76% белых, 0,78% чёрных или афроамериканцев, 1,58% коренных американцев, 1,08% азиатов, 0,08% выходцев с тихоокеанских островов, 46,94% представителей других рас и 4,77% представителей двух и более рас. 93,61% из всех рас — латиноамериканцы.
Из 3 284 домохозяйств 47,3% имеют детей в возрасте до 18 лет, 54,3% являются супружескими парами, проживающими вместе, 19,9% являются женщинами, проживающими без мужей, а 18,2% не имеют семьи. 15,5% всех домохозяйств состоят из отдельных лиц, в 9,2% домохозяйств проживают одинокие люди в возрасте 65 лет и старше. Средний размер домохозяйства составил 3,80, а средний размер семьи — 4,17.
В городе проживает 33,8% населения в возрасте до 18 лет, 11,1% от 18 до 24 лет, 28,8% от 25 до 44 лет, 16,1% от 45 до 64 лет, и 10,2% в возрасте 65 лет и старше. Средний возраст населения — 28 лет. На каждые 100 женщин приходится 96,5 мужчин. На каждые 100 женщин в возрасте 18 лет и старше приходится 93,3 мужчин.
Средний доход на домашнее хозяйство составил $34 040, а средний доход на семью $36 572. Мужчины имеют средний доход в $27 738 против $22 857 у женщин. Доход на душу населения равен $11 117. Около 15,4% семей и 17,9% всего населения имеют доход ниже прожиточного уровня, в том числе 21,8% из них моложе 18 лет и 9,9% от 65 лет и старше.